# Беса (Албанія)
Беса (алб. besa) — одне з основоположних понять національної самосвідомості і національного характеру албанців. 

## Беса як лінгвокультурне поняття
Слово besa дослівно перекладається українською як «віра», «обіцянка» або «чесне слово». Це поняття близьке до лат. fides і, ймовірно, є його когнатом (при цьому те ж саме латинське слово fides в значенні релігійного почуття набуло в албанській мові іншу форму — алб. feja). Від besa похідний прикметник besnik, що означає «вірний» або «чесний». Серед албанців поширені жіноче ім'я Besa і чоловіче Besnik.
Концепція «беса» заснована на вірності своєму слову і обов'язку по відношенню до члена сім'ї або друга. Також це основне поняття в ситуації, пов'язаній з волею померлих предків або даною їм обіцянкою.
У Шкодерських статутах, написаних у XV столітті італовенетським діалектом, вживається дієслово bessare (клястися), що, згідно з Ардіану Кльосі і Ардіану Вехбіу, є першою задокументованою згадкою цієї практики. У XVI столітті слово besa у значенні релігійної віри використали в місалі, перекладеному Гьоном Бузуку: лат. o mulier, magna est fides tua → алб. o gruo, e madhe äshte besa jote (пор. укр. о, жінко! велика віра твоя; Мф 15:28). На початку XIX століття при складанні албано-грецького словника Боцаріс Маркос переклав албанське слово besa (записане літерами грецького алфавіту як грец. μπέσα) словом грец. θρησκεία, що позначає релігійну віру. У 1896 році була опублікована стаття про поняття «беса» у зіставленні з фр. parole d'honneur.

## Історія
Поняття «беса» включено в Канун — звід албанських правових звичаїв. Беса була інструментом регулювання відносин як всередині громад, так і між ними. Представники традиційного суспільства Північної Албанії давали клятву такого роду, обіцяючи спільно боротися проти уряду. У той же час османський уряд також використав цей спосіб договору при спробах об'єднання албанських громад або з метою укладання з ними угод.
У період османського правління беса згадувалася в державних документах, коли мова йшла про опір албанців. Під час повстань проти османських правителів беса була сполучною ланкою між різними громадами.

## У культурі
Багато албанських прислів'їв пов'язані з концепцією «беса»:
- Besa e shqiptarit nuk shitet pazarit (з алб. — «Честь албанця не продається і не купується на базарі»)
- Shqiptarët vdesin dhe besen nuk e shkelin (з алб. — «Албанці швидше помруть, ніж порушать своє слово»)
- Besa e shqiptarit si purteka e arit (з алб. — «Честь албанця дорожче золота»)[1].

## Беса в грецькій мові й новітній історії Греції
В результаті співіснування греків і албанців у межах Османської імперії слово і концепція «беса» (грец. μπέσα) перейшли в грецьку мову. Крім того, від слова «беса» утворилися похідні: «бабесис» (грец. μπαμπέσης) тобто людина, що порушує клятву, та ін.
У XX столітті слово поступово стало виходити з ужитку, зберігаючи при цьому свої позиції поза літературною грецькою мовою і в жаргоні. Проте у XVII—XIX століттях навіть усна «беса» гарантувала дотримання договорів між воюючими православними греками і албанцями-мусульманами, що були на службі або в васалітеті Османської імперії. 
Так в ході 3-го походу турко-албанців Алі-паші проти суліотів в 1800 році:A-332, через три роки облоги Сули, Алі–паша уклав угоду з голодуючими суліотами, лише б пішли. Заручившись священним для албанця і грека словом «беса», Ф. Дзавелас повів колону суліотів з Сули в Паргу, звідки вони переправилися на острів Керкіра, який перебував під російським контролем. Частина суліотів попрямувала до монастиря Залонго, але була обкладена тисячами солдатів албанця Бекіра. Суліоти «усвідомили, що стали жертвами найбезчеснішого з людей». Їм не залишалося нічого іншого, як битися і померти:A-337.
З іншого боку, на початку Визвольної війни Греції (1821—1829), коли повсталі греки увірвалися в обложену ними Триполицю і розпочали масову різанину озброєних і не тільки мусульман, албанці, заручившись «бесою» Т. Колокотроніса, вишикувалися на площі, спокійно очікуючи, що їх виведуть за стіни міста. У супроводі Д. Плапутаса 2 тисячі албанців провели до затоки Корінфа і відправили на батьківщину, давши свою «беса», що не воюватимуть проти греків:В-59-60.